# Franz von Thun und Hohenstein
Principe Franz Anton Sigmund Lothar Thun und Hohenstein (Děčín, 2 settembre 1847 – Děčín, 1º novembre 1916) è stato un nobile e politico boemo.

## Biografia
Nato da un'antichissima famiglia della nobiltà boema di origine trentina (Castel Thun, in val di Non), Franz era figlio del diplomatico Friedrich Franz von Thun e Hohenstein e di sua moglie, la contessa Leopoldine von Lamberg. Studiò giurisprudenza all'Università di Vienna laureandosi ed intraprendendo la carriera diplomatica. Intrapresa la carriera militare guadagnò il grado di generale maggiore servendo nel contingente di truppe austriache inviate in Messico in aiuto all'imperatore Massimiliano I, del quale von Thun si guadagnò la più netta stima.
A partire dal 1886 si dedicò anche alla carriera nella marina militare, nella quale ebbe modo di conoscere gli ammiragli Rodolfo Montecuccoli degli Erri e Maximilian von Daublevsky. Ritornato in patria stabilmente, si dedicò alla politica venendo eletto al Reichsrat nella compagine dei proprietari terrieri conservatori. Nel 1881 succedette ai titoli paterni ed inoltre dal 1883 al 1889 e dal 1901 al 1911 fu anche eletto alla dieta boema come rappresentante.
Il 5 marzo 1889 venne nominato Governatore Generale della Boemia e venne incaricato della formazione di un nuovo governo col compito principale di giungere ad una riconciliazione tra popolazione germanofona e ceca, fatto non facilitato certamente dall'opposizione mossagli dalla falange tedesco-boema della dieta e dalla formazione dei giovani cechi, di stampo nazionalista.
Fu così che nel 1893 scoppiarono a Praga delle violente rivolte e la dieta venne sciolta su suo ordine il 12 settembre dichiarando lo stato di emergenza per la città ed istruendo poco dopo un processo contro alcuni anarchici appartenenti all'organizzazione segreta Omladina. Quest'ultimo fatto portò a nuovi ulteriori scontri che costrinsero Thun und Hohenstein alle dimissioni dalla carica di Governatore Generale della Boemia nel 1896, venendo sostituito da Kazimierz Badeni. Per l'atteggiamento conciliante e indeciso mantenuto durante la questione boema, Franz von Thun un Hohenstein restò inviso anche all'erede al trono, l'arciduca Francesco Ferdinando, convinto conservatore militarista.
Fu Primo Ministro della Cisleitania dal 5 marzo 1898 al 2 ottobre 1899, anno in cui fu costretto a dimettersi a causa delle larghe autonomie che concedeva alle regioni boeme. Per premiare ad ogni modo il suo ruolo di governo egli ottenne nel 1911 dall'imperatore Francesco Giuseppe il titolo di principe che si estinse con la sua morte, avvenuta al Castello di Tetschen nel 1916.

## Matrimoni e figli
Il 18 maggio 1874 a Praga sposò la principessa Anna Maria Guglielmina Leopoldina Eugenia di Schwarzenberg (1854-1898), la quale morì il 24 dicembre 1898 senza che l'unione avesse fruttato eredi. Il 21 gennaio 1901 il conte si risposò con una sua cugina, Gabriella von Thun und Hohenstein (1858-1948), unione dalla quale nacque una figlia Anna Maria (1903−1943).

## Ascendenza
|                                         |                              |                                             | Genitori                              |  |  | Nonni |  |  | Bisnonni                             |  |  | Trisnonni                     |  |
|                                         |                              |                                             |                                       |  |  |       |  |  | Wenzel Josef von Thun und Hohenstein |  |  | Josef von Thun und Hohenstein |  |
|                                         |                              |                                             |                                       |  |  |       |  |  | Wenzel Josef von Thun und Hohenstein |  |  | Josef von Thun und Hohenstein |  |
|                                         |                              | Maria Christiana von Hohenzollern-Hechingen |                                       |  |  |       |  |  | Wenzel Josef von Thun und Hohenstein |  |  |                               |  |
| Franz Anton I von Thun und Hohenstein   |                              |                                             |                                       |  |  |       |  |  | Wenzel Josef von Thun und Hohenstein |  |  |                               |  |
|                                         |                              | Maria Anna von Kolowrat-Liebsteinsky        | Jan Vincent von Kolowrat-Liebsteinsky |  |  |       |  |  |                                      |  |  |                               |  |
|                                         |                              | Maria Anna von Kolowrat-Liebsteinsky        | Jan Vincent von Kolowrat-Liebsteinsky |  |  |       |  |  |                                      |  |  |                               |  |
|                                         |                              | Maria Anna von Kolowrat-Liebsteinsky        | Elisabeth von Kolowrat-Krakowsky      |  |  |       |  |  |                                      |  |  |                               |  |
| Friedrich Franz von Thun und Hohenstein |                              | Maria Anna von Kolowrat-Liebsteinsky        |                                       |  |  |       |  |  |                                      |  |  |                               |  |
|                                         |                              | Aloys Friedrich von Brühl                   | Heinrich von Brühl                    |  |  |       |  |  |                                      |  |  |                               |  |
|                                         |                              | Aloys Friedrich von Brühl                   | Heinrich von Brühl                    |  |  |       |  |  |                                      |  |  |                               |  |
|                                         |                              | Aloys Friedrich von Brühl                   | Franziska von Kolowrat-Krakowsky      |  |  |       |  |  |                                      |  |  |                               |  |
| Terezie von Brühl                       |                              | Aloys Friedrich von Brühl                   |                                       |  |  |       |  |  |                                      |  |  |                               |  |
|                                         |                              | Josefa Christine Anna Schaffgotsch          | Wenzel Graf Schaffgotsch              |  |  |       |  |  |                                      |  |  |                               |  |
|                                         |                              | Josefa Christine Anna Schaffgotsch          | Wenzel Graf Schaffgotsch              |  |  |       |  |  |                                      |  |  |                               |  |
|                                         |                              | Josefa Christine Anna Schaffgotsch          | Herula Josepha Kinsky Chlumer         |  |  |       |  |  |                                      |  |  |                               |  |
| Franz von Thun und Hohenstein           |                              | Josefa Christine Anna Schaffgotsch          |                                       |  |  |       |  |  |                                      |  |  |                               |  |
|                                         | Johann Nepomucen von Lamberg | Franz Adam von Lamberg                      |                                       |  |  |       |  |  |                                      |  |  |                               |  |
|                                         | Johann Nepomucen von Lamberg | Franz Adam von Lamberg                      |                                       |  |  |       |  |  |                                      |  |  |                               |  |
|                                         | Johann Nepomucen von Lamberg | Maria Anna von Rottal                       |                                       |  |  |       |  |  |                                      |  |  |                               |  |
| Eduard von Lamberg                      | Johann Nepomucen von Lamberg |                                             |                                       |  |  |       |  |  |                                      |  |  |                               |  |
|                                         |                              | Ernestina von Salm-Neuburg                  | Karl Otto Vinzenz von Salm-Neuburg    |  |  |       |  |  |                                      |  |  |                               |  |
|                                         |                              | Ernestina von Salm-Neuburg                  | Karl Otto Vinzenz von Salm-Neuburg    |  |  |       |  |  |                                      |  |  |                               |  |
|                                         |                              | Ernestina von Salm-Neuburg                  | Maria Anna von Khevenhüller-Metsch    |  |  |       |  |  |                                      |  |  |                               |  |
| Leopoldina von Lamberg                  |                              | Ernestina von Salm-Neuburg                  |                                       |  |  |       |  |  |                                      |  |  |                               |  |
|                                         |                              | Josef Leopold von Sternberg                 | Adam Franz von Sternberg              |  |  |       |  |  |                                      |  |  |                               |  |
|                                         |                              | Josef Leopold von Sternberg                 | Adam Franz von Sternberg              |  |  |       |  |  |                                      |  |  |                               |  |
|                                         |                              | Josef Leopold von Sternberg                 | Karoline von Walsegg                  |  |  |       |  |  |                                      |  |  |                               |  |
| Karoline von Sternberg                  |                              | Josef Leopold von Sternberg                 |                                       |  |  |       |  |  |                                      |  |  |                               |  |
|                                         |                              | Karoline von Walsegg                        | Franz Anton von Walsegg               |  |  |       |  |  |                                      |  |  |                               |  |
|                                         |                              | Karoline von Walsegg                        | Franz Anton von Walsegg               |  |  |       |  |  |                                      |  |  |                               |  |
|                                         |                              | Karoline von Walsegg                        | Karoline von Lamberg-Sprinzenstein    |  |  |       |  |  |                                      |  |  |                               |  |
|                                         |                              | Karoline von Walsegg                        |                                       |  |  |       |  |  |                                      |  |  |                               |  |

## Araldica
| Stemma | Descrizione                                                               | Blasonatura |
|        | Franz von Thun und Hohenstein Conte di Thun und Hohenstein                | Inquartato: al 1° d'azzurro alla banda d'oro; al 2° partito: nel 1° d'argento alla mezz'aquila di rosso armata ed imbeccata dello stesso uscente dalla partizione; nel 2° di nero alla fascia d'argento; al 3° come nel 2°; al 4° come nel 1°. Sul tutto uno scudo di rosso alla fascia d'argento. |
|        | Franz von Thun und Hohenstein Principe di Thun und Hohenstein (1911-1916) | Inquartato: al 1° d'azzurro alla banda d'oro; al 2° partito: nel 1° d'argento alla mezz'aquila di rosso armata ed imbeccata dello stesso uscente dalla partizione; nel 2° di nero alla fascia d'argento; al 3° come nel 2°; al 4° come nel 1°. Sul tutto uno scudo di rosso alla fascia d'argento. |